# طريق البخور - مدن النقب الصحراوية
طريق البخور - مدن صحراء النقب هي مدن صحراوية أثرية يعود تاريخها إلى عهد الأنباط في فلسطين. تقع على مسار طريق البخور في صحراء النقب، وهي: عبدات، الخلصة، ممشيت، وشبطا.
لقد شكلت هذه المدن مجتمعةً، أهمية كبيرة في تجارة الأنباط مع جنوب شبه الجزيرة العربية، وخاصة اللبان، حيث كانت تربط البحر المتوسط بمسارات طريق البخور. وقد إزدهرت في الفترة الممتدة من القرن الثالث قبل الميلاد وحتى القرن الثاني بعد الميلاد، حيث كانت تحوي قلاع، كاروانسرات، وأنظمة ري. لازالت بقايا من هذه الأعمال مرئية حتى الوقت الحاضر، حيث تظهر استخدام الصحراء للتجارة والزراعة.
يُشار بالذكر إلى أنه تم إدراج المدن الأربعة على قائمة التراث العالمي التابعة لليونسكو في عام 2005.

## جاليري

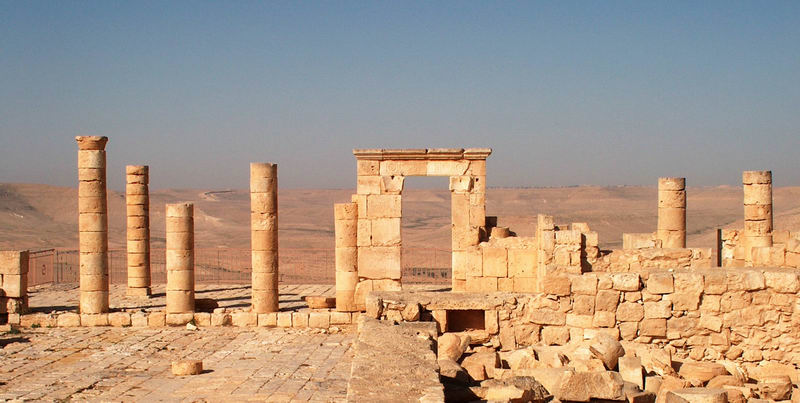
مدينة عبدات في النقب.

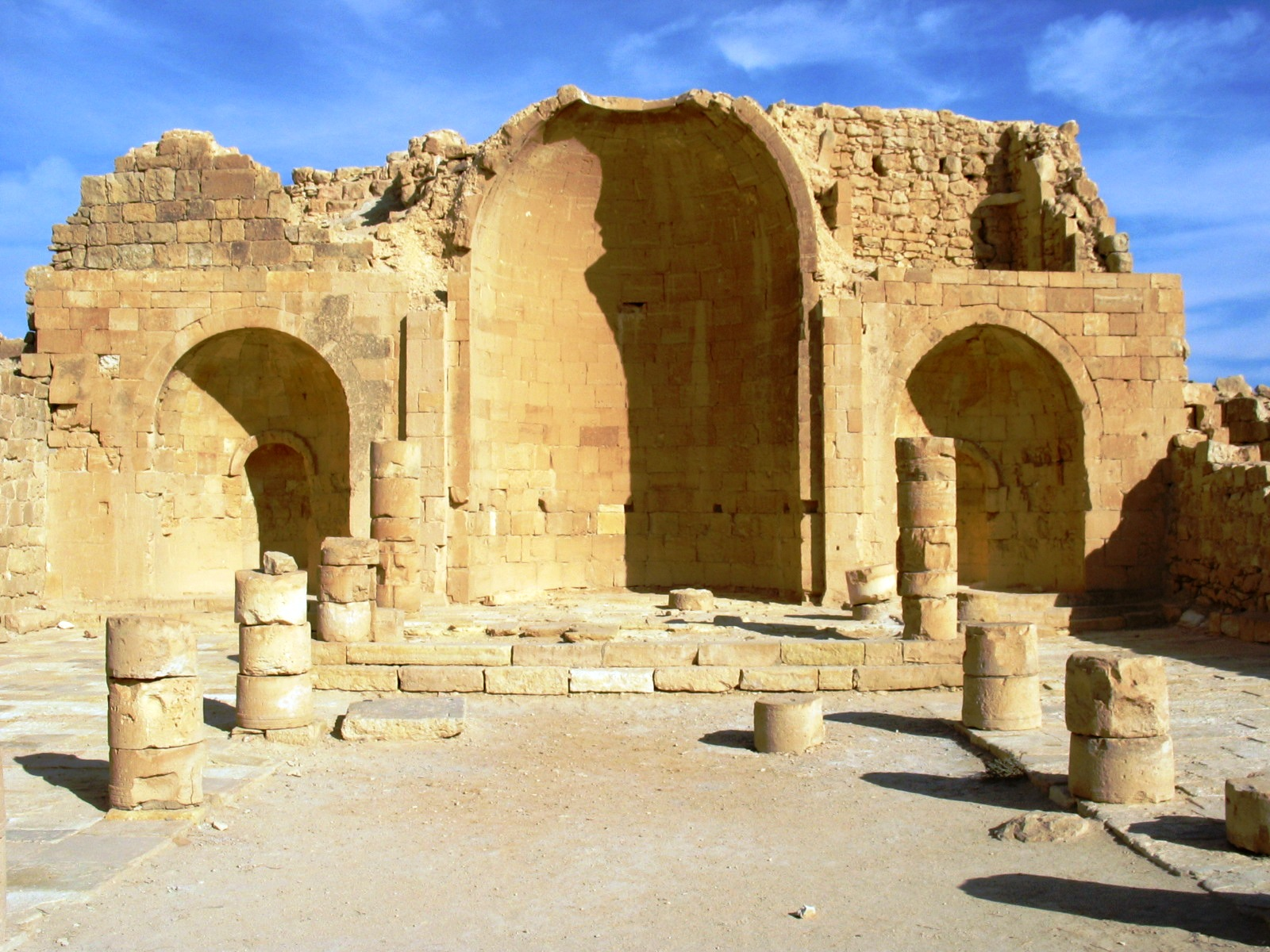
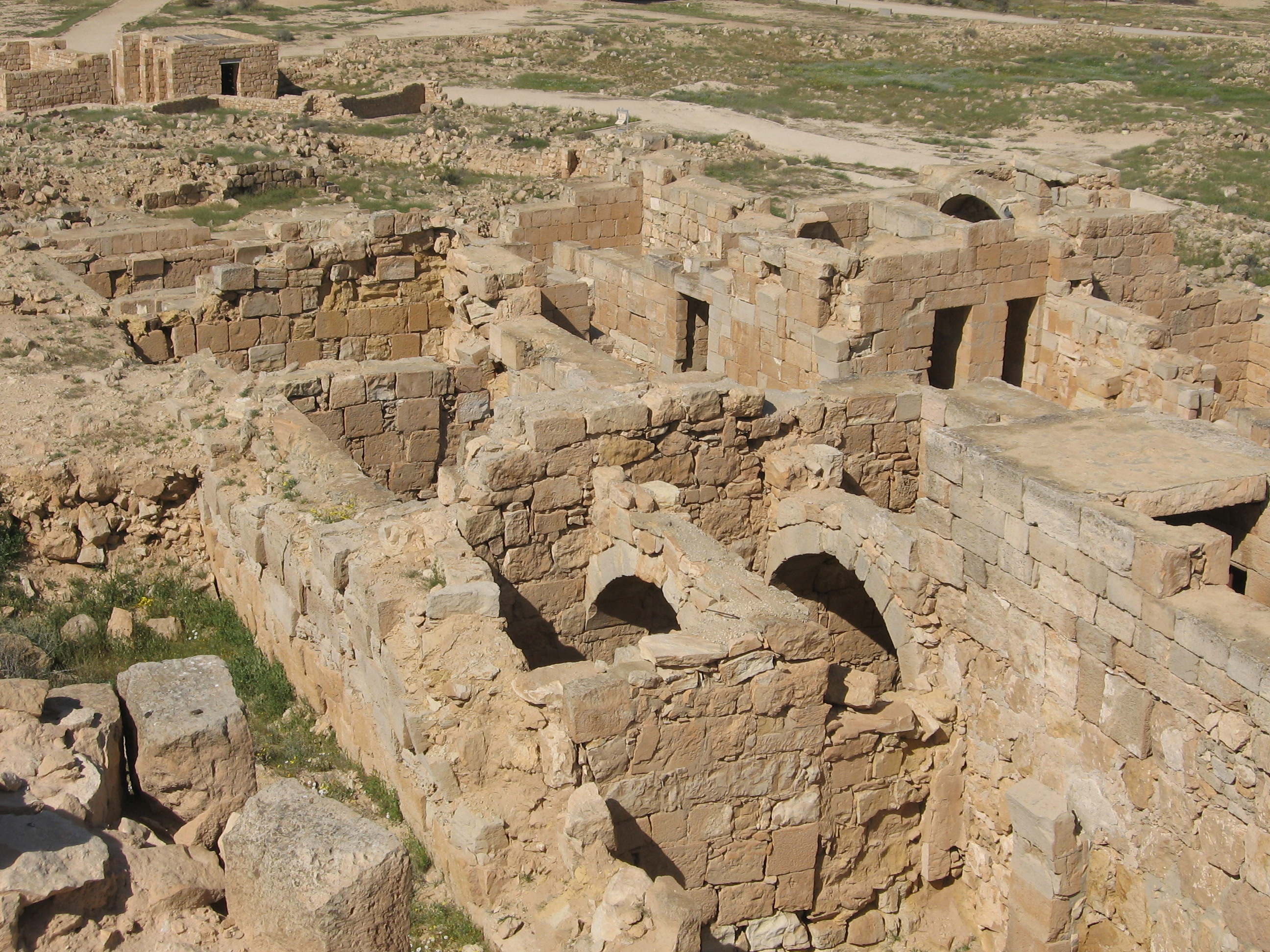
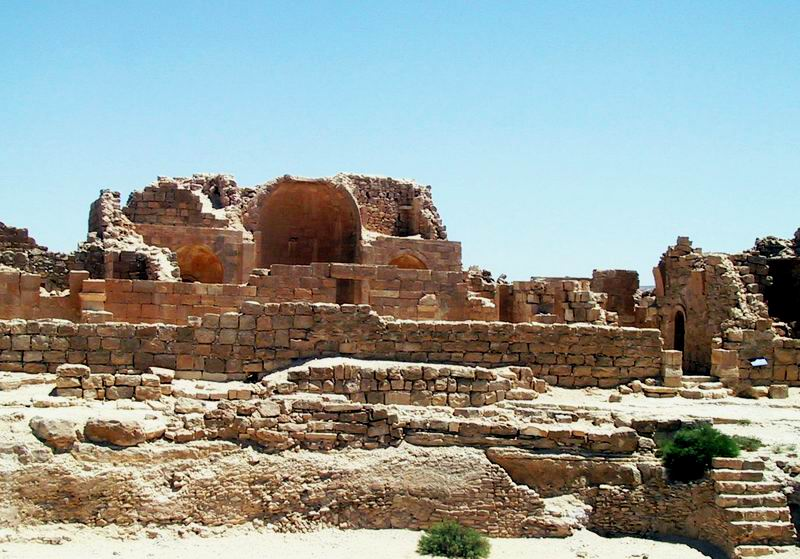

## وصلات خارجية
- طرق البخور - مدينة ممشيت